# Convento de Santa Bárbara (La Alcudia)
El Convento de Santa Bárbara es un edificio de uso inicialmente religioso situado en la calle del Calvario, en el municipio de La Alcudia. Es Bien de Relevancia Local con identificador número 46.20.019-016.

## Historia
Ha habido en La Alcudia dos conventos, ambos de la orden de los franciscanos alcantarinos. La señora de La Alcudia, Ángela de Montagud, fundó el primero de estos conventos en 1600. Ese edificio es el que se llamó convento de Santa Bárbara y posteriormente fue conocido como l’Hort de Manus. Con el tiempo los frailes decidieron cambiar de emplazamiento a causa de lo insalubre de la zona por su naturaleza marjalosa. En 1743 pasaron a un edificio en la plaza de Tirant lo Blanch, convento que esta vez quedó bajo la advocación de San Pedro de Alcántara y que ocuparon hasta la desamortización de Mendizábal, en 1835.
Sobre la advocación del convento, su emplazamiento lo ocupó anteriormente una ermita dedicada a Santa Bárbara.